# Albert Dunning
Albert Dunning (Arnhem, 5 agosto 1936 – Loenen aan de Vecht, 2 giugno 2005) è stato un musicologo olandese.
È stato il più importante studioso del compositore Pietro Antonio Locatelli ed è noto al grande pubblico per aver attribuito definitivamente a Unico Wilhelm van Wassenaer i Concerti Armonici comunemente conosciuti come opera di Giovanni Battista Pergolesi nel corso del XX secolo (utilizzati per esempio nel Pulcinella di Stravinskij).

## Pubblicazioni (selezione)
- Joseph Schmitt; Leben und Kompositionen des Eberbacher Zisterziensers und Musikverlegers (Amsterdam, 1962)
- De Muziekuitgever Gerhard Frederick Witvogel (Utrecht, 1966)
- Die Staatsmotette 1480-1555 (Utrecht, 1969)
- Count Unico van Wassenaer (1692-1766) A master unmasced or the Pergolesi-Ricciotti Puzzle solved (Buren, 1980)
- Pietro Antonio Locatelli; Der Virtuose und seine Welt, in 2 volumi (Buren, 1981)
- Pietro Antonio Locatelli; Catalogo tematico, lettere, documenti & iconografia (Mainz, 2001)